# Congresso Latino-Americano e Caribenho pela Independência de Porto Rico
O Congresso Latino-americano e Caribenho pela Independência de Porto Rico consistiu em uma reunião internacional que aconteceu na cidade do Panamá, no Panamá, com mais de duzentos delegados de mais de trinta e dois países distintos das Américas, que se reuniram nos dias 18 e 19 de novembro do ano de 2006 para discutir sobre a independência de Porto Rico.
Foi anunciado a formação de um Comitê Permanente de Trabalho do Congresso Latino-americano e Caribenho pela Independência de Porto Rico, integrado por quinze delegados selecionados previamente e sob consulta, para "coordenar e fazer valer" o plano de ação e as determinações do Congresso de Panamá.
Estiveram presentes a este encontro de apoio a Porto Rico Raúl Alfonsín, ex-Presidente da Argentina; Tomás Borge da Nicarágua; e Ricardo Alarcón de Cuba.